# Madhusudan (dios)
Mádhusudana es otro nombre del dios Visnú.
Es el nombre n.º 73 en la oración Visnú-sajasra-nama (‘los mil nombres de Visnú’).

## Nombre sánscrito
- mádhusūdana, en el sistema AITS (alfabeto internacional para la transliteración del sánscrito).
- मधुसूदन, en escritura devanagari del sánscrito.
- Pronunciación: /mádhu súdana/.[1]
- Etimología: ‘abeja’ (literalmente ‘destructor de miel’)[1]
  - madhu: ‘miel’; esta palabra es cognada del griego μέθυ (méze), μέθη (mézii), el eslavo medu; lituano midus o medus, el germánico meth (/méz/) y el inglés mead (/míid/), aguamiel o hidromiel.
  - sūdaka o sūdana: ‘destructor’

Según el comentario de Shankará al Visnú-sajasra-nama, Madhu-sudana significa ‘destructor del demonio Madhu’.

## El demonio Madhu
En el Bhagavad-guita (un capítulo del inmenso texto épico-mitológico Majábharata, del siglo III a. C.), el príncipe pándava Áryuna nombra varias veces a su amigo y primo Krishná como Mádhusudana.

## La historia del demonio Madhu
La leyenda del asesinato del demonio Madhu en manos del dios Visnú se revela por primera vez en el Majábharata,
y mucho más tarde se repite y amplía en el Kalika-purana y el Devi-bhágavata.
Al comienzo de la existencia de este universo, cuando el dios Karanodakasai Visnú estaba durmiendo un profundo sueño cósmico sobre Sesha, su cama serpiente, un tallo de loto creció desde su ombligo. En lo alto del tallo se abrió una flor de loto, en la que apareció Brahmá, el primer ser creado. Brahmá no sabía qué hacer, por lo que meditó en silencio acerca de cómo cumplir su tarea de crearlo todo.
Mientras Brahmá estaba sentado en meditación profunda, fluyó cerumen (kárṇa-srotas) de las orejas de Visnú. De esa cera nacieron dos demonios, Madhu y Kaitabha. Realizaron grandes penitencias durante miles de años. Complacida por su penitencia, la diosa Laksmí, la esposa de Visnú, se presentó ante ellos y les concedió la bendición de que solo pudieran morir cuando así lo desearan. Orgullosos de su poder recién adquirido, los demonios se hicieron tremendamente arrogantes. Atacaron al propio dios Brahmá ―quien todavía estaba meditando en su flor de loto―, y le robaron los cuatro Vedas.
Aunque se enfureció, Brahmá estaba indefenso ante tales poderosos adversarios, por lo que corrió ante su único refugio, Visnú, pidiendo ayuda.
A pesar de que Brahmá hizo todo el ruido posible no pudo despertar al inmenso Visnú. Al darse cuenta de que el dios dormía por sus propias razones, Brahmá decidió orarle a la diosa Yoga Nidra (sueño yóguico), que no es otra que la propia diosa Laksmí en una forma especial para generar el sueño yóguico del dios Visnú. Como Brahmá había calculado, ella se apiadó de él y despertó al dios Visnú.
Brahmá entonces le explicó a Visnú acerca de que Madhu y Kaitabha le habían robado los cuatro Vedas y le rogó que los matara. Visnú se manifestó entonces como Jaiagriva, el avatar (‘encarnación’) caballo, y luchó contra Madhu y Katabha para recuperar las escrituras védicas. Pero gracias a la bendición de la diosa Laksmí, los dos demonios solo morirían cuando lo quisieran. Hábilmente, Visnú les dijo que así como la diosa Laksmí les había dado una bendición, ellos deberían ser amables y darle una bendición a él. Después de todo, les dijo, ellos eran tan poderosos que debían mostrar la misma cortesía a todo ser inferior a ellos.
En su arrogancia, los demonios cayeron en la trampa:

―¿Qué bendición quieres de nosotros? Obtendrás instantáneamente cualquier cosa que nos pidas.

―¡Quiero que se mueran! ―gritó el dios.
Y así el dios Jaiagriva resolvió el problema de Brahmá.

## Nombre de Krisná
El comentarista Srídhar Suami dice que el nombre significa ‘el que vence a la miel en dulzura’. Y comenta:

El ego falso es tan dulce como la miel y reside en el corazón de cada uno, lo que hace que uno se olvide de su propia identidad. Esa miel nos embriaga a todos. El que puede destruir el ego falso con la antorcha del conocimiento se llama Madhusadana. Por extensión, la palabra madhu ha llegado a referirse tanto a la abeja como a Krisná. Así como las abejas tienden a disfrutar de la miel de la flor de loto, Krisná disfruta de la miel del amor de sus devotos.
Srídhar Suami

El escritor y religioso Rupá Gosuami (1493-1564) inventó un pasatiempo de Krisná en su obra de teatro Vidagdha Mádhava:

Una vez, cuando Radha y Krisná estaban sentados juntos, una abeja (madhu en sánscrito) asustó a Radha. Krisná pidió a un amigo pastorcito que ahuyentara las abejas. Cuando terminó su tarea, el amigo volvió, y exclamó «He echado a Madhu. Madhu se ha ido». Como la palabra puede referirse tanto a la abeja como a Krisná, Radha tomó el último sentido y comenzó a llorar, pensando que Krisná se había ido. A pesar de que ella estaba en brazos de Krisná, fue sobrecogida por el sentimiento de vipralambha-bhava (el sentimiento de separación), el nivel de amor divino aspirado por los krisnaístas. Al ver que Radha derramaba lágrimas de amor, Krisná también empezó a llorar. Las lágrimas de ambos se mezclaron y se convirtieron en el estanque sagrado conocido como Prema Sarovara en la actual Vraya (Vrindavan).
Rupá Gosuami